# Mangalbare
Mangalbare (nep. मंगलबारे, trl. Maṁgalbāre, trb. Mangalbare) – gaun wikas samiti we wschodniej części Nepalu w strefie Meći w dystrykcie Ilam. Według nepalskiego spisu powszechnego z 2001 roku liczył on 1281 gospodarstw domowych i 6799 mieszkańców (3375 kobiet i 3424 mężczyzn).